# کاتب نشسته

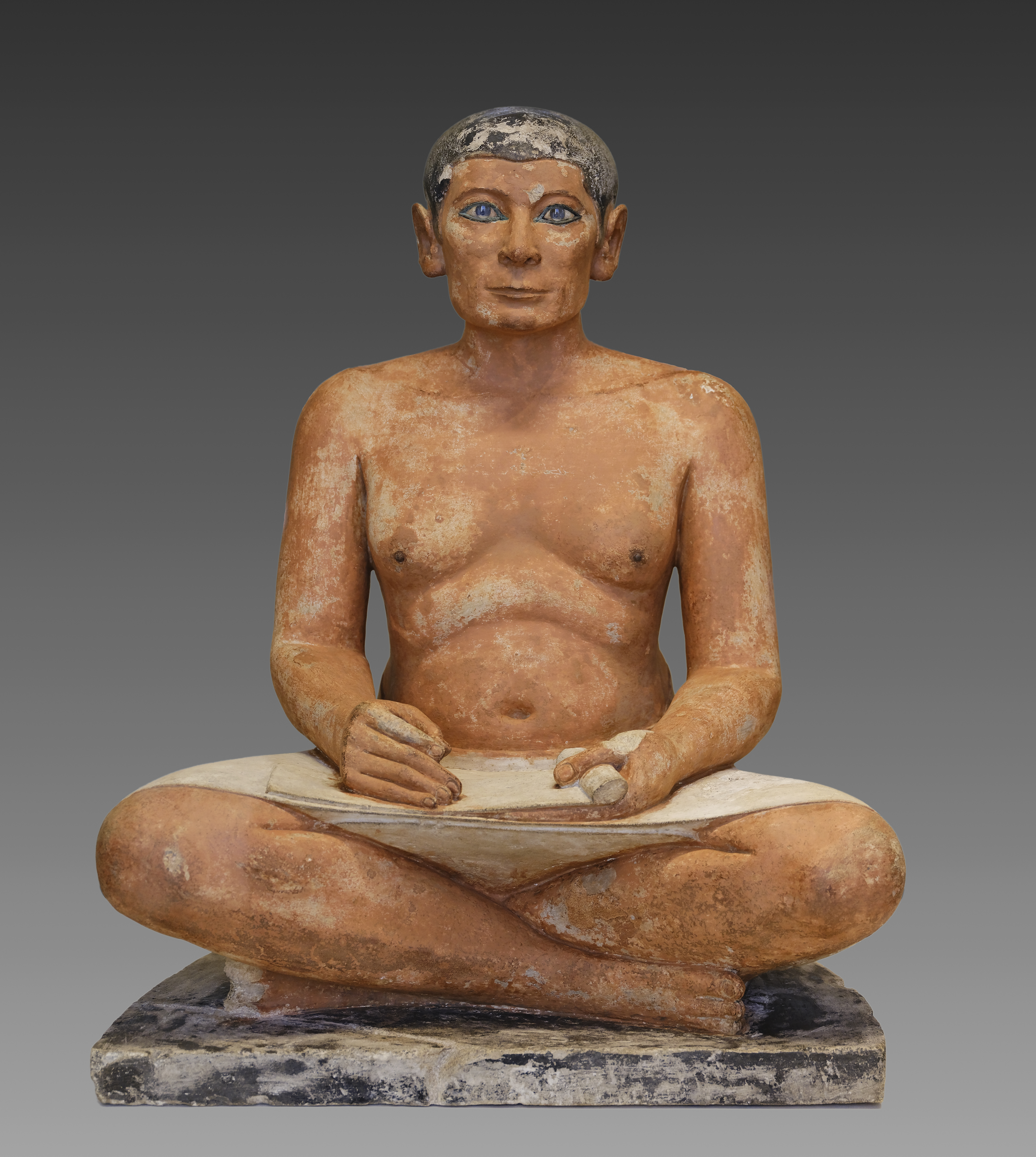
کاتب نشسته

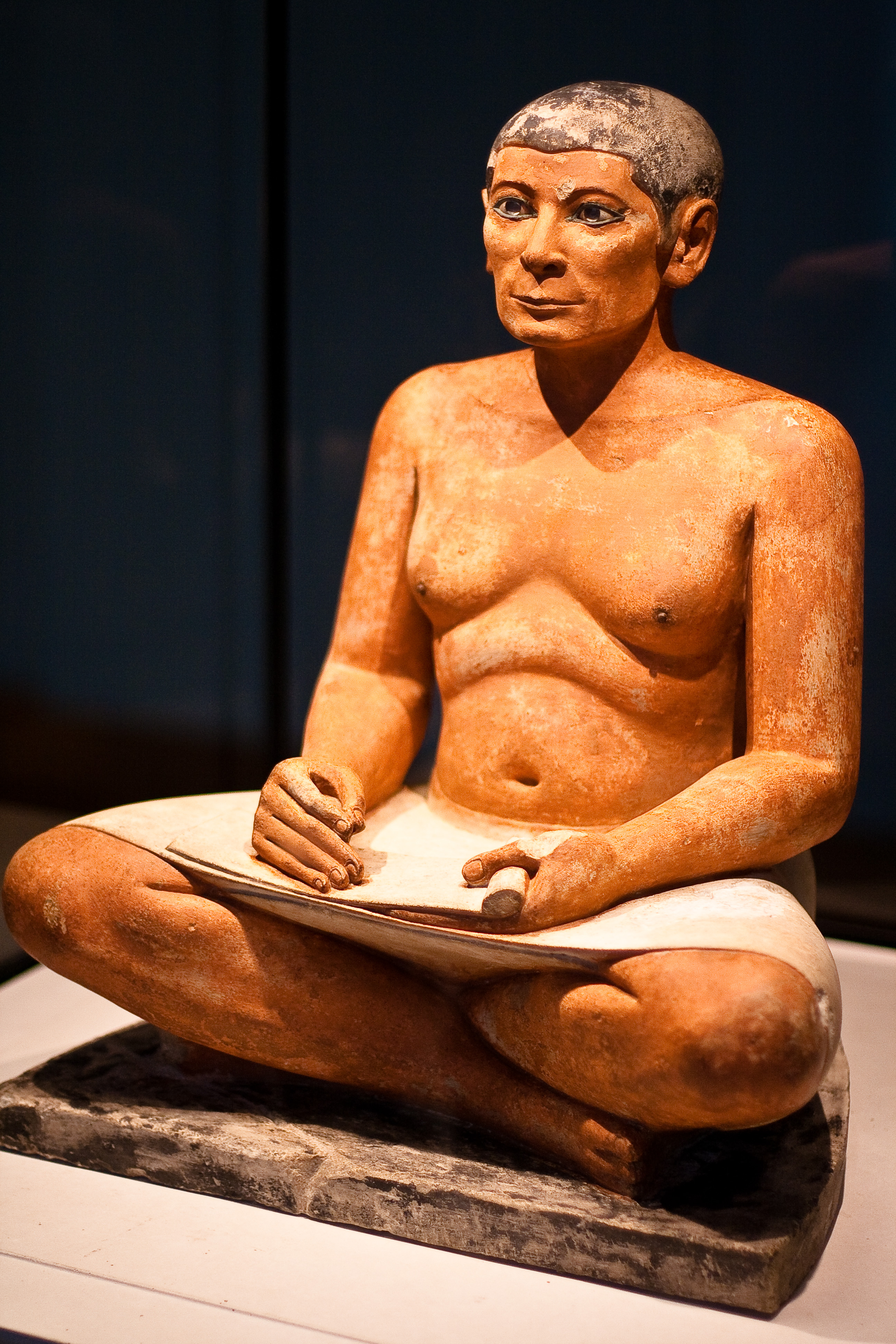
کاتب نشسته

کاتب نشسته (انگلیسی: The Seated Scribe) یا کاتب چمباتمه‌زده (انگلیسی: The Squatting Scribe) نام یک تندیس مشهور قدیمی از هنر مصر باستان است..
این تندیس، یک کاتب را نشان می‌دهد که نشسته و مشغول کار است و در سال ۱۸۵۰ میلادی در سقاره کشف شد و متعلق به پادشاهی کهن مصر (دودمان پنجم مصر، حوالی سال‌های ۲۴۵۰ تا ۲۳۲۵ از گاه‌شماری دوران مشترک یا دودمان چهارم مصر، حوالی سال‌های ۲۶۲۰ تا ۲۵۰۰ از گاه‌شماری دوران مشترک) است و اینک در موزه لوور نگهداری می‌شود.
این تندیس از جنس سنگ آهکِ رنگ‌شده است که چشمانش توسط کوارتز، منیزیت (منیزیم کربنات) و آلیاژ مس-آرسنیک جواهرنشان شده و نوک پستانهایش نیز از جنس چوب است.
ابعاد این تندیس ۵۳٫۷ سانتی‌متر (ارتفاع) در ۴۴ سانتی‌متر (عرض) در ۳۵ سانتی‌متر (عمق) است.

## نگارخانه

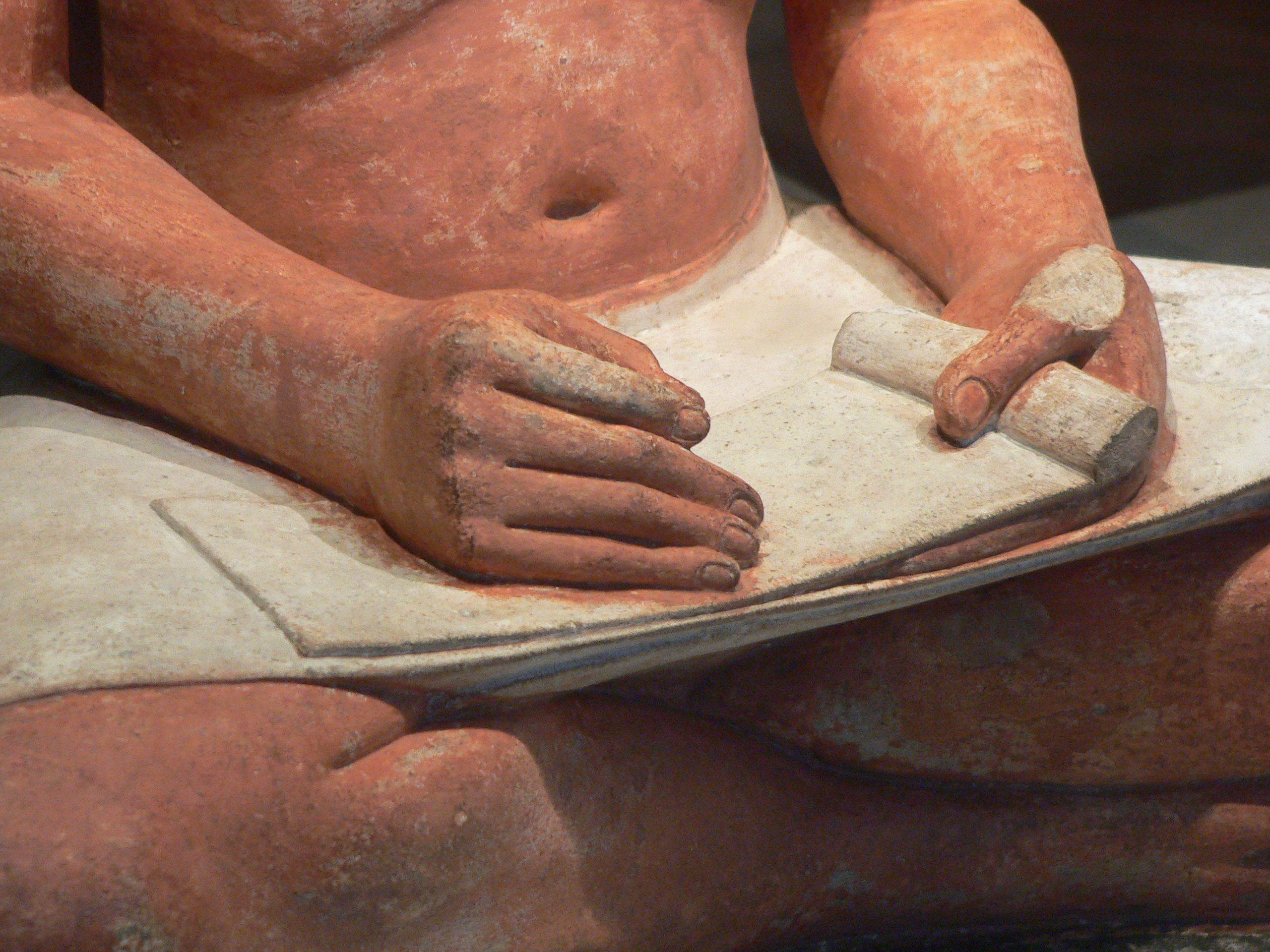
نمای نزدیک از دست‌ها
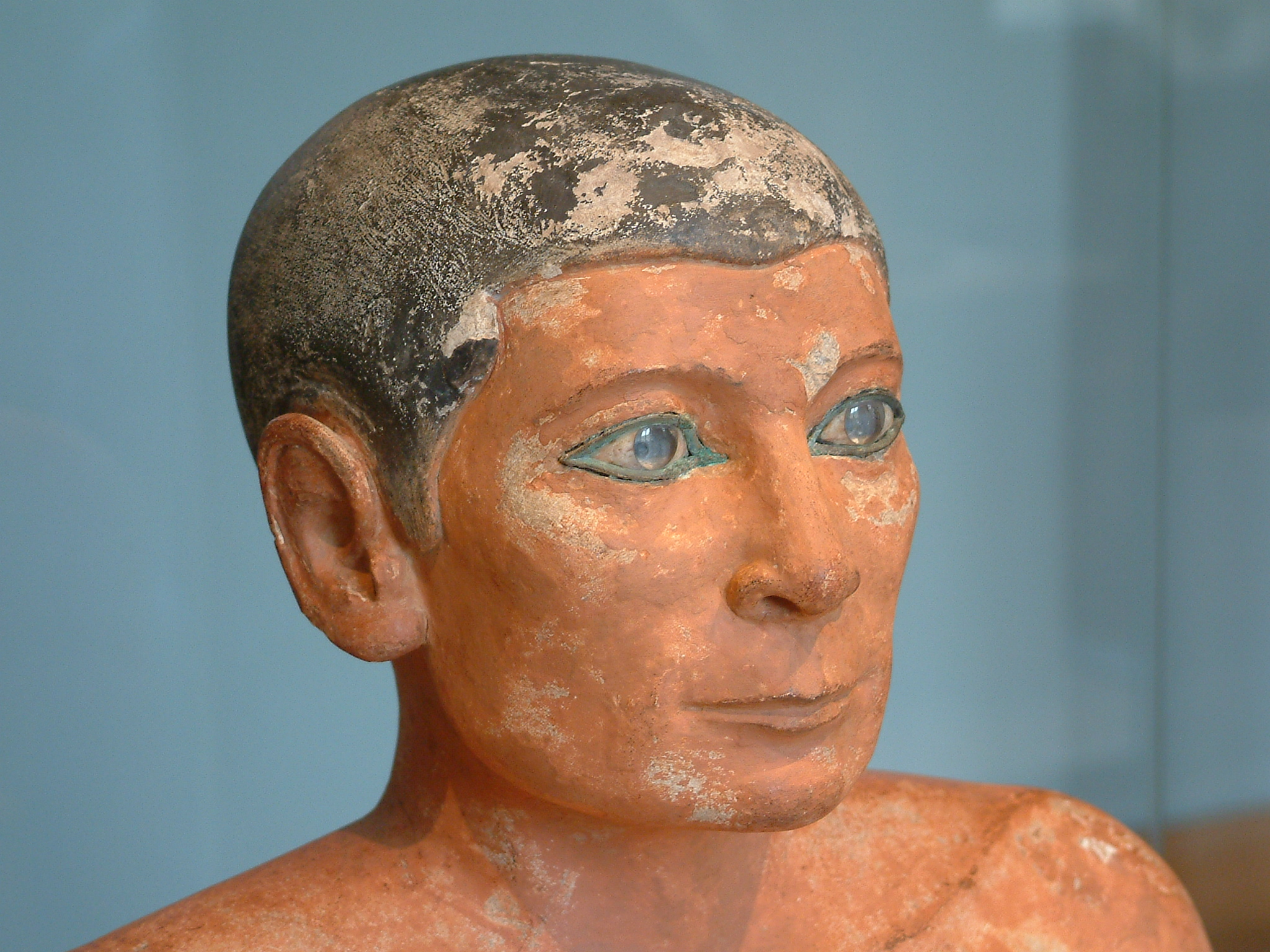
نمای نزدیک از سر
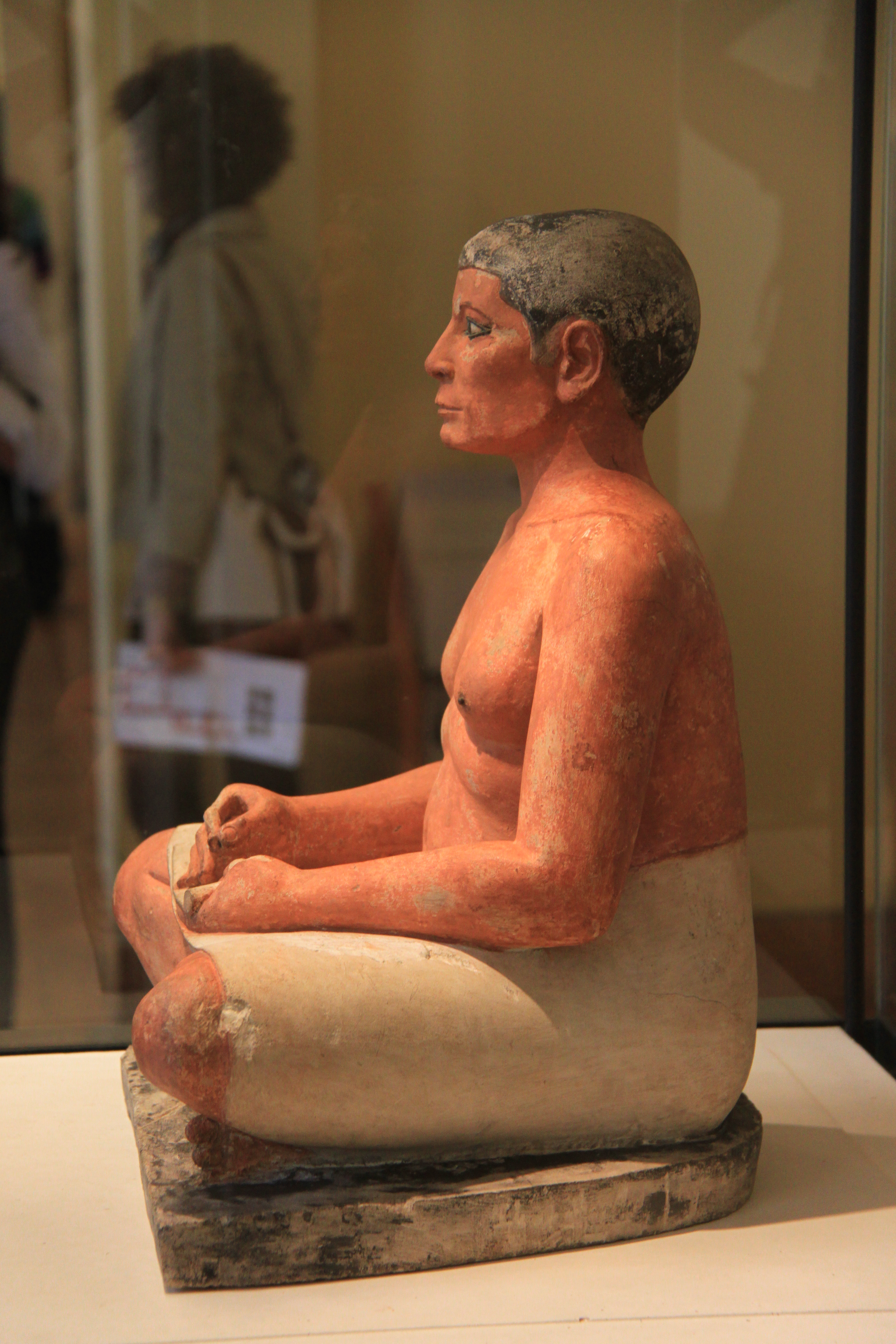
نمای جانبی
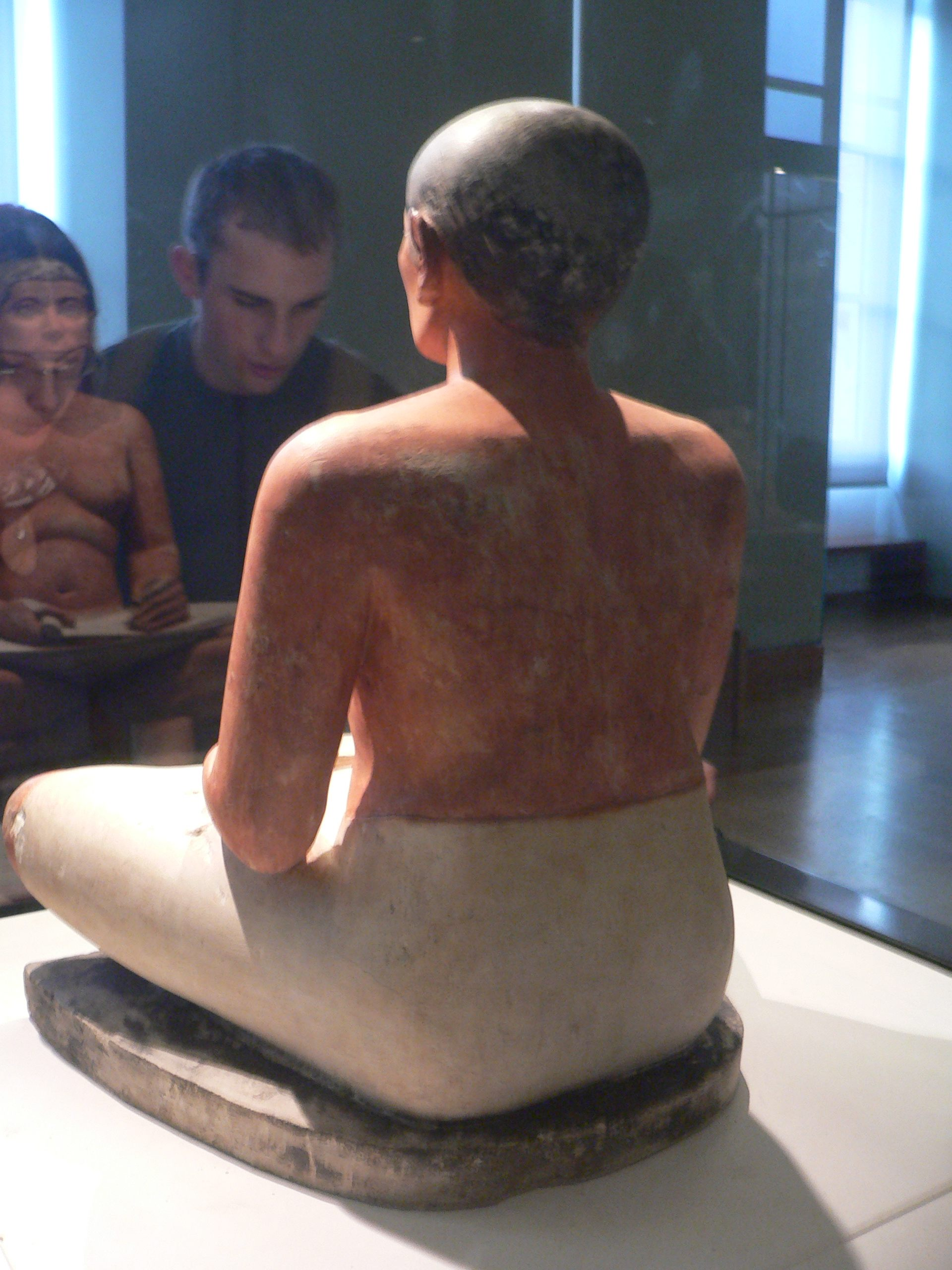
از پشت
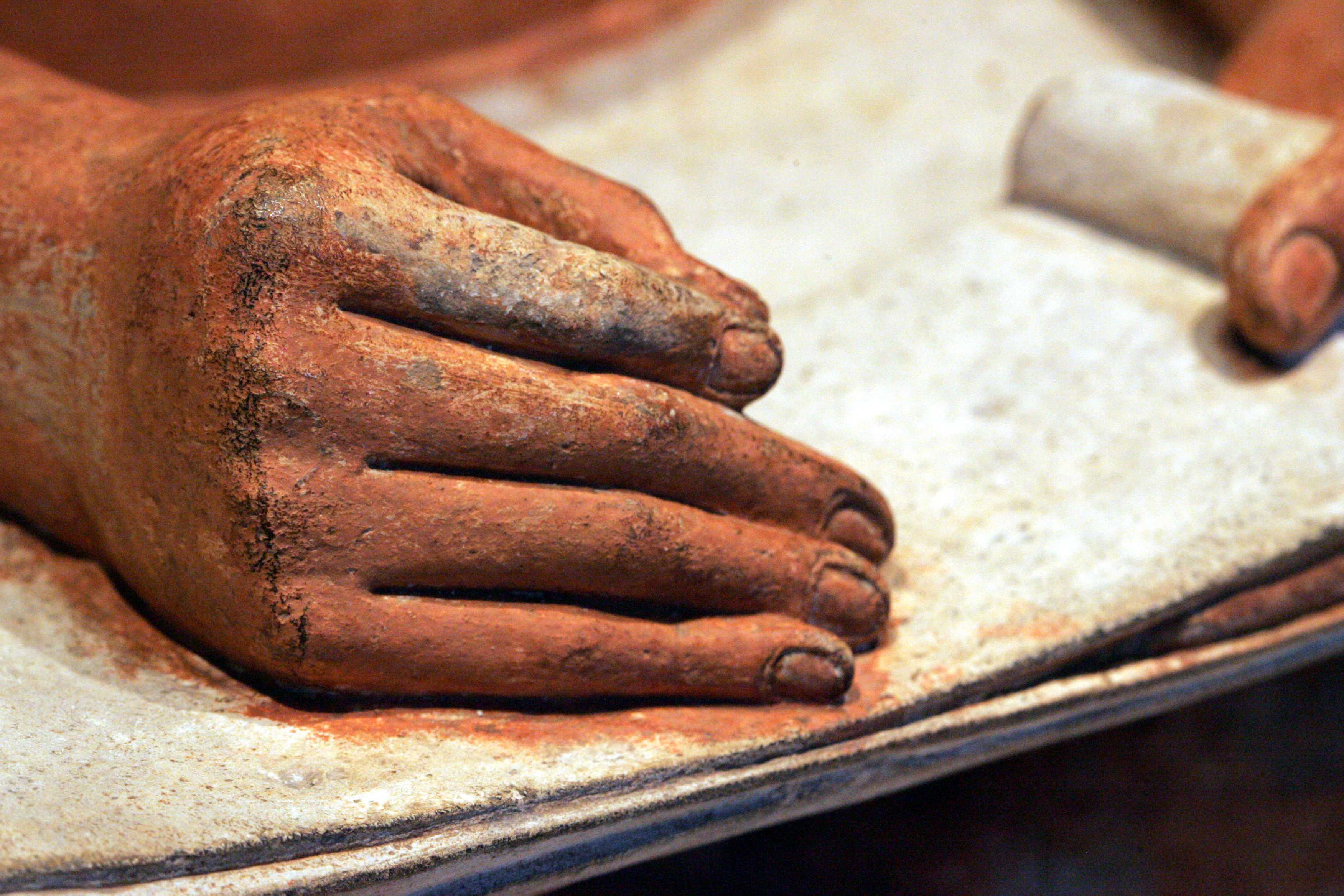
نمای نزدیک از یک دست و نحوهٔ گرفتنِ قلم و نگارش